# Давид, Карой
Карой Давид (венг. Károly Dávid; 8 марта 1903, Будапешт, Австро-Венгрия — 30 ноября 1973, Будапешт, Венгрия) — венгерский архитектор. Лауреат премии имени Кошута (1954) и премии имени Миклоша Ибля (посмертно, 2010).

## Биография
Сын владельца строительной компании. Брат композитора Дьюлы Давида. В молодости работал в семейном бизнесе, учился на архитектурном факультете Будапештского технологического университета (1922—1931). В 1931—1932 годах совершил ознакомительные поездки в Италию, Австрию, Данию и Нидерланды. В 1932 году девять месяцев стажировался в парижском офисе Ле Корбюзье, где работал над планами швейцарского павильона.
Сразу после возвращения в Венгрию связался с молодыми прогрессивными представителями архитектуры Венгрии и стал членом Международного конгресса современной архитектуры. В 1933 году создал собственный офис в Будапеште. Спроектировал собственный жилой дом, ставший одним из самых известных современных зданий столицы, которое отражало влияние Ле Корбюзье. Дом был разрушен во время Второй Мировой войны.
В 1930-х и 1940-х годах был постоянным участником и неоднократным победителем самых значимых отечественных и международных архитектурных конкурсов, в том числе на проектирование Национального спортивного зала и зданий в порту Стамбула. Наиболее важным реализованным планом этого периода является приемный терминал Международного аэропорта имени Ференца Листа, строительство которого было завершено в 1948 году.
Умер 30 ноября 1973 года. Похоронен на кладбище Фаркашрети.

## Избранные постройки
- собственная вилла (1932—1933, разрушена во время Второй мировой войны)
- Аэропорт Будапешта (1939—1948)
- народный стадион в столице (1948—1953, снесен в 2016 г.)
- Дом культуры в Хегивидеке (1950—1954)
- Дом культуры в Уйбуде (1951 г.)
- купальни в Сентеше (1958)
- бассейны в Эгере (1960 г.) и Сегеде (1970 г.)
- несколько памятников (частично снесены)

## Галерея

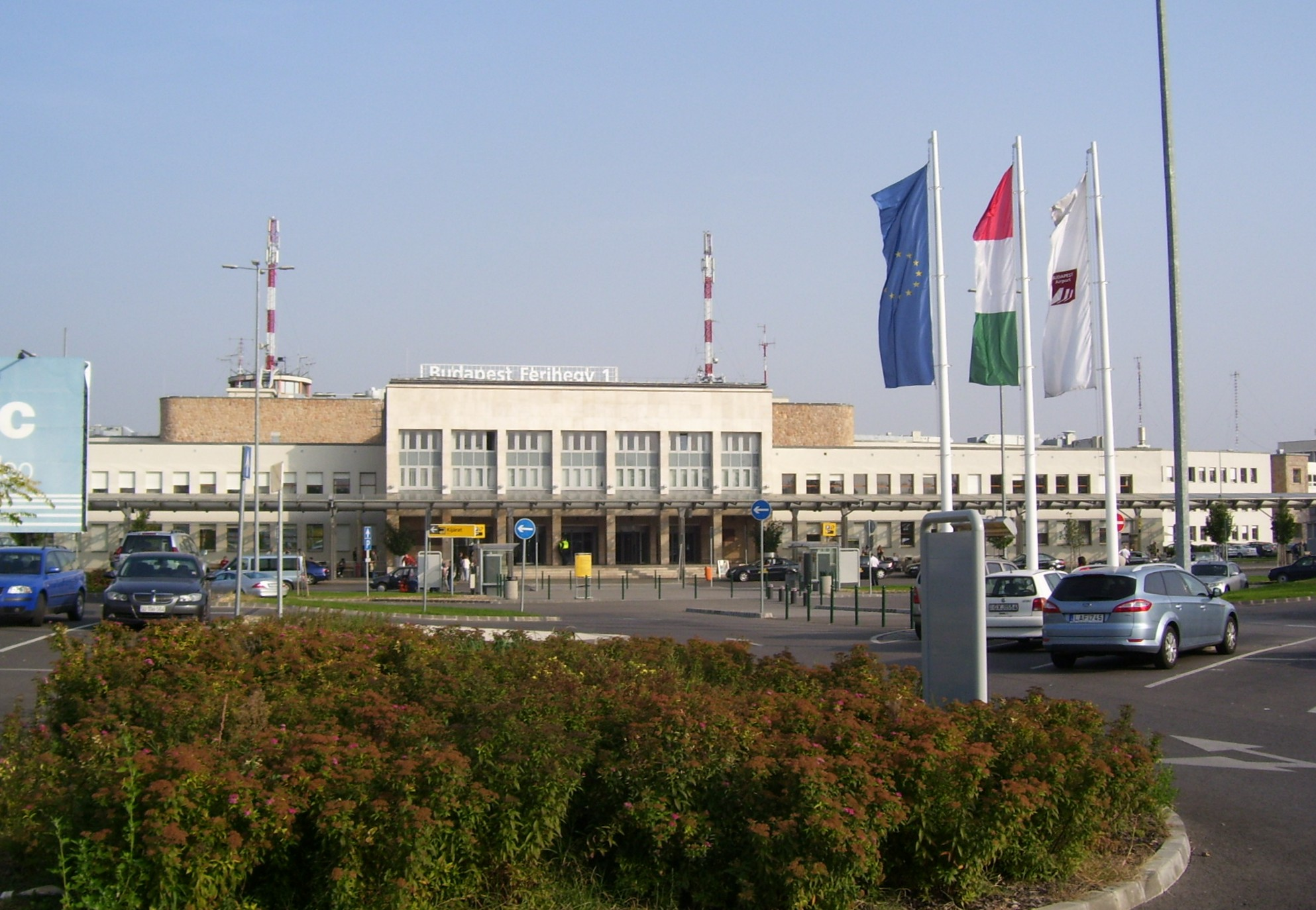
Международный аэропорт имени Ференца Листа (1939–1948)
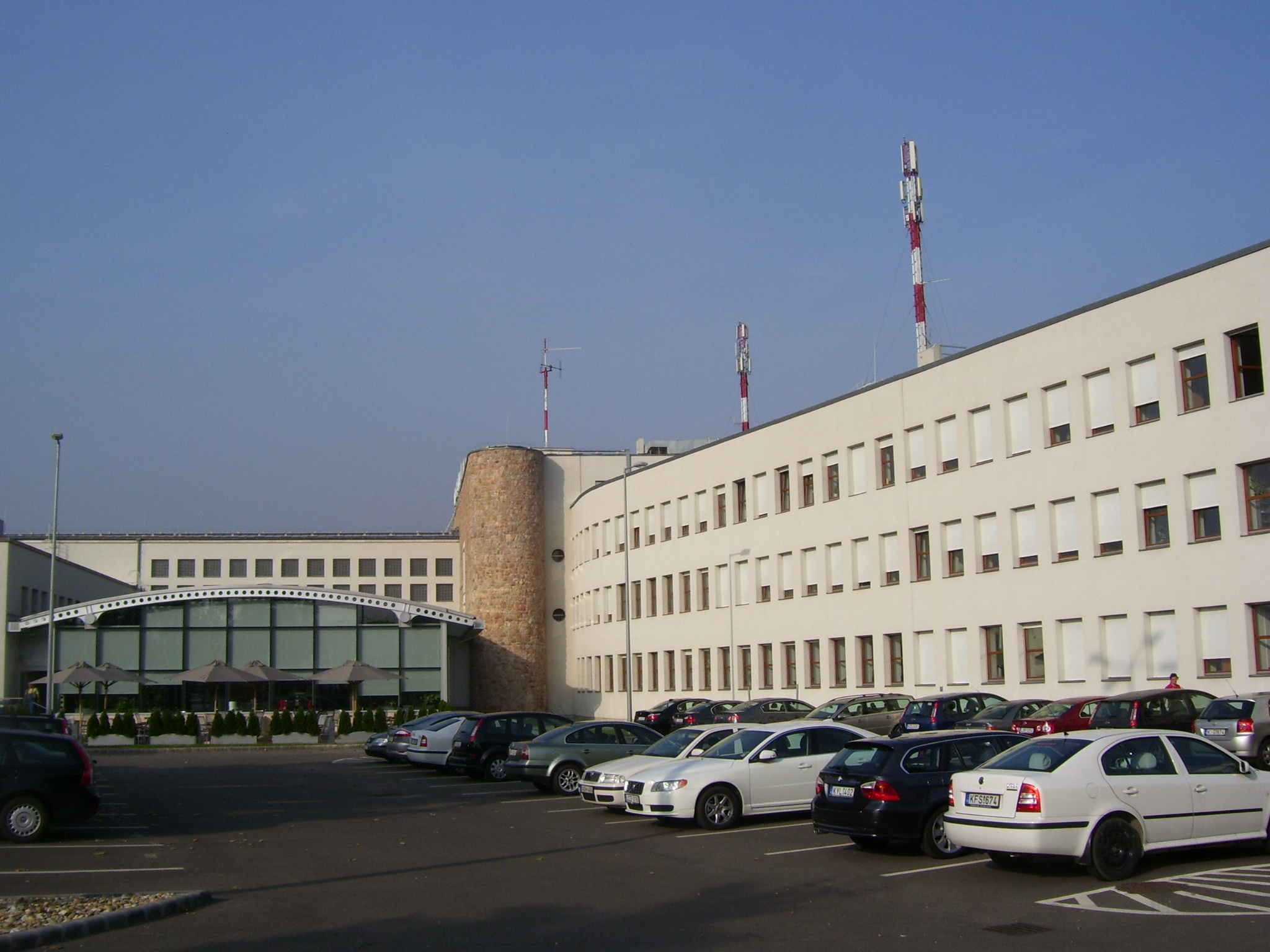
Деталь фасада Аэропорта (1939–1948)
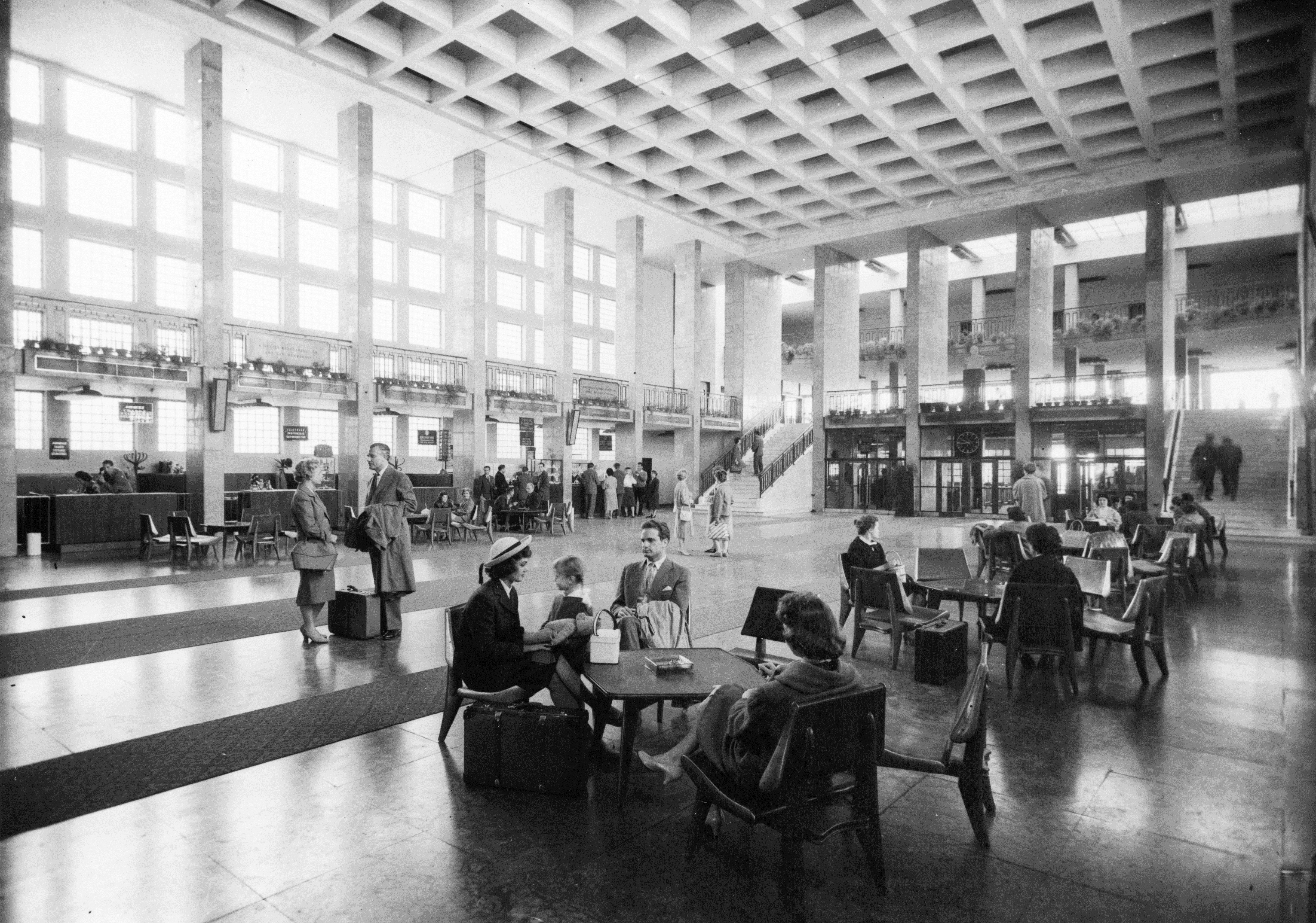
Зал ожидания аэропорта
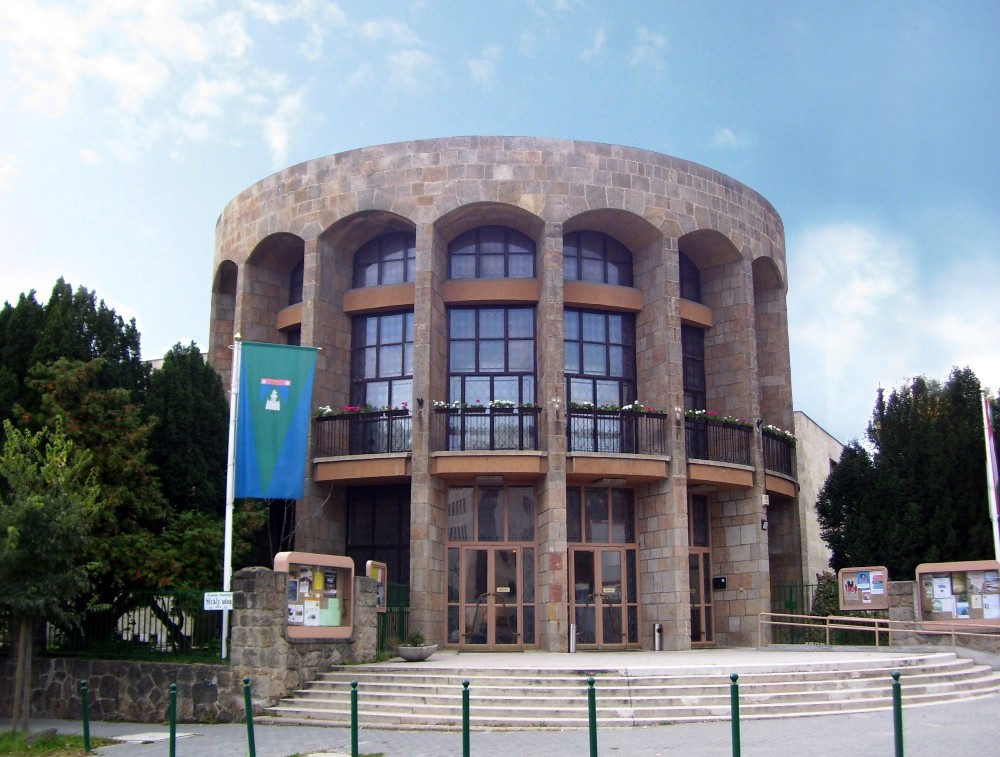
Дворец культуры в Хегивидеке (1950–1954)
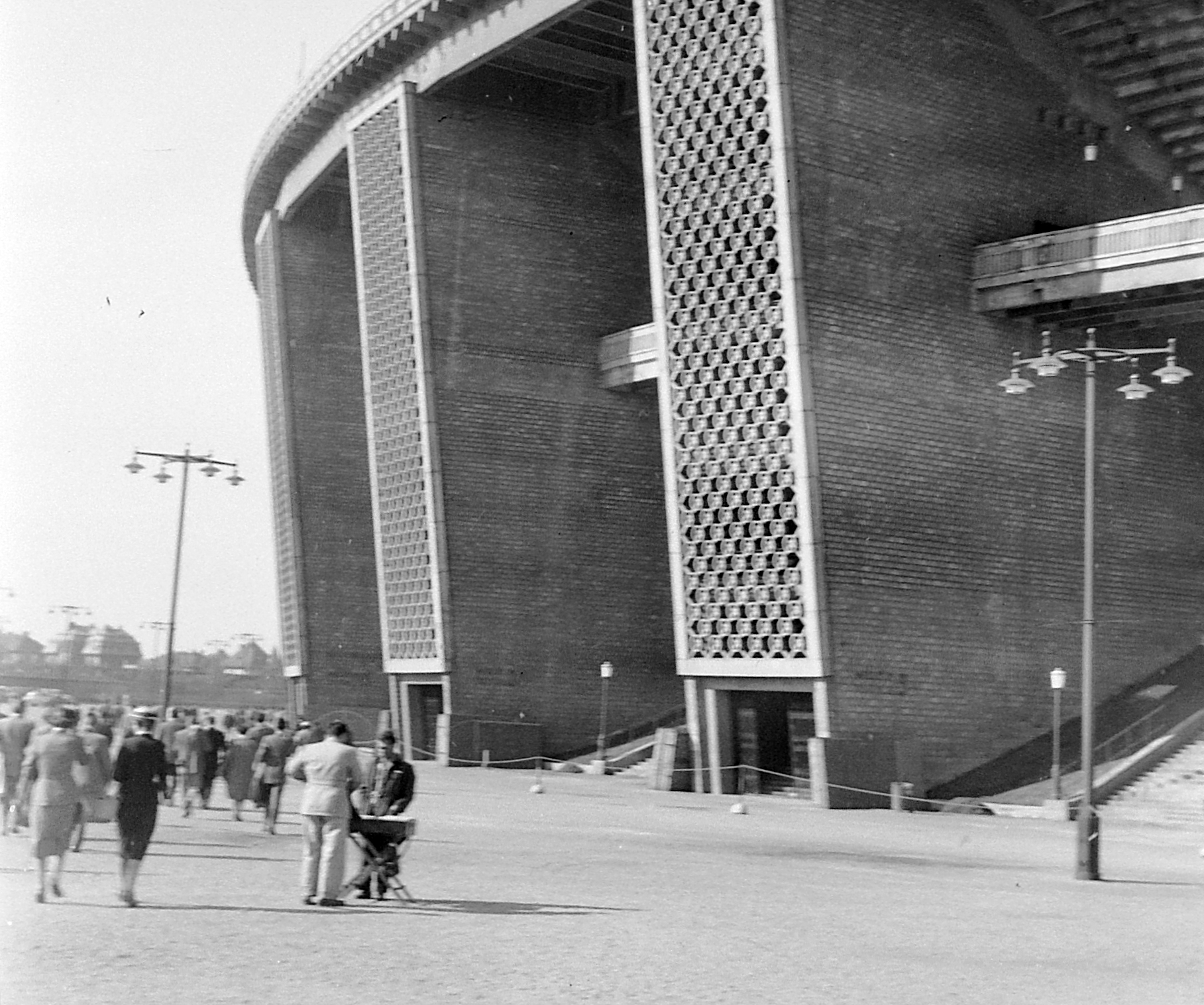
Народный стадион в Будапеште (ныне стадион Ференца Пушкаша), деталь фасада